# Џоуџуанг
Џоуџуанг (кин. 周庄; пинјин: Zhōuzhuāng) је административни јединица под јурисдикцијом подручја града Куншан, префектура Суџоу, провинција Ђијангсу, Народна Република Кина.
Окружена језерима, варош је испреплитана рекама и речним лукама. Представља типичну варош на води на југу Дуге реке (нама познате као Јангцекјанг), а позната је као „Џунггуо ди ји шуисијанг” (кин. 中国第一水乡; пинјин: Zhōngguó dì yī shuǐxiāng; срп. „Прва кинеска варош на води”). Сада је Џоуџуанг већ постао познато пејзажно туристичко подручје. Године 2019. изабран је за једног од 100 најбољих кинеских културолошких градова.

## Географија
Џоуџуанг се налази у југозападном делу подручја Куншан, провинција Ђијангсу, Народна Република Кина, на 120°53′ источне географске дужине и 31°14′ северне географске ширине. На југоистоку се налази у близини Шангта у округу Ћингпу у Шангају, на југозападу се граничи са Шента у граду Вуђијанг, североисток Џоуџуанга и града Ђинси су повезани, а на северозападу гледа ка Сонгнану, који припада округу Вусијен. Граничи се са 3 града, Куншаном, Вуђијангом и Шангајем.
Џоуџуанг се налази на ивици округа, са свих страна окружен језерима и испреплитан рекама и речним лукама.  „Џичи ванглаи, ђије сју џоуђи” (кин. 咫尺往来，皆须舟楫; пинјин: Zhǐchǐ wǎnglái, jiē xū zhōují; срп.  „Чак и за путовање мале раздаљине је потребан чамац"). Градска општина се налази у близини језера Баисијен (срп.слатководне беле шкољке; лат. Corbicula leana) и луке Ђишуи на северу и представља главну руту транспорта житарица дуж реке Вусонг. На југу се налази језеро Џангшију (данашње језеро Нанху; срп. Јужно језеро), које је у древним временима представљало место на које су одлазили школовани учењаци и интелектуалци како би се осамили. Домаћинства из времена монголаске династије Јуен су се окупљала на источној обали реке Ши (део реке Јенјен), а данас је област улице Беиши, у западном делу града, и даље ненасељена. Средином владавине династије Минг, површина града се на западу простирала до луке Хоуганг, а затим су један за другим изграђени мостови Таипинг, Шиде и Фухонг, како би се повезали путеви. Након тога, варош је од Ченгхуангдаија наставила да се развија ка мосту Пућинг (данашња улица Џонгши). Почетком ране владавине династије Ћинг, површина вароши се све више ширила. Мост Фуан се налазио у самом центру града, а две велике улице у облику слова Т, Нанбеи и Џонгши, су учиниле град прометним. Од владавине династије Ћинг, па до ране Републике Кине, трговина је процветала јер се налазила међу три округа.
Према историјским записима, током владавине династије Северни Сунг, а за време периода Јуенјоу (1086.), Џоу Дигонгланг је, верујући у будизам, донирао 200 муа (кин. 亩; пинјин: mǔ; срп. више од 13 хектара) сеоске земље храму Ћуенфу. Људи су у знак захвалности том делу земље доделили име „Џоуџуанг” (кин. “周庄”; пинјин: Zhōuzhuāng; срп. „Село Џоу”). Младић Ђин Ерши се 1127. године, пратећи владара Сунг Гаоџонга на његовом путовању на југ, преселио у Џоуџуанг, где је популација постепено почела да расте.
Џоуџуанг је средином владавине династије Јуен припадао округу Чангџоу, префектуре Суџоу. Средином владавине династија Минг припадао је округу Хуатинг, префектуре Сунгђијанг, а почетком владавине династије Ћинг се вратио првобитном округу Чангџоу. У трећој години владавине Јунгџенга (1725. н.е.) династије Ћинг, Џоуџуанг се због округа Јуенхе поделио на два дела, са отприлике четири петине које су припадале округу Јуенхе (данашњи Вусијен) и једном петином која је припадала округу Вуђијанг (данашњи Вуђијанг). У двадесет шестој години владавине Ћијенлонга (1761. н.е.), гувернер Чен Венгонг је одељење за инспекцију, које је првобитно било смештено у град Луџи, округа Вусијен, преместио у Џоуџуанг. Са влашћу над подручјима језера Ченг, Душу, Јиншан, Баисијен и рибњака Хуангтијен, Џоуџуанг је обухватао скоро па половину површине округа.
Од касне владавине династије Ћинг, па до успостављања Републике Кине, ратови су били веома честа појава. Џоуџуанг је, са својим јединственим географским условима, постао место где су се оснивачи Нанше (кин. 南社; пинјин: Nánshè; срп. „Јужно Друштво”), Чен Ћубинг, Лиу Јаци и други, окупљали да тамо представљају своју поезију. У двадесетим годинама двадесетог века, извоз и увоз робе су постепено постајали све компликованији, те је Џоуџуанг постао велики трговински центар у близини Вуђијанга и Ћингпуа.
Осмог маја 1949. године, Џоуџуанг је био окупиран, те је припао граду Луџи, округа Вуђијанг. Западни део вароши, који је првобитно припадао округу Вусијен, је 1950. године припао округу Вуђијанг, чиме је завршена подела на два округа. Након 1952. године, округу Куншан (данашњи град Куншан) је враћена јурисдикција над Џоуџуангом.
Након формирања Комунистичке партије Кине, трговински канали су се мењали у зависности од административних јединица, тежећи ка јединственој пољопривредној економији. Након оснивања економске политике „Реформа и отварање” (реформистичка струја предвођена Денг Сијаопингом, која се испољила унутар партије), индустрија градске општине се развила, а инострани односи су се повећали. Аутопут Кун (шан), Чен (му), Џоу (џуанг) се изградио и био спреман за употребу 1986. године. Варош Џоуџуанг, са својим веома добро очуваним древним грађевинама из династија Минг и Ћинг, једноставни лучни камени мостови и лука реке Ши су привукли велики број туриста. У Џоуџуангу је 1988. године основанa туристичка компанија, а туристички објекти су наставили да се развијају и унапређују. Из дана у дан је било све више туриста, кинеских и страних званичника, учењака и стручњака из разних делова света, који су долазили овде да разгледају и истражују, па је тако Џоуџуанг постао популарно место за цртање, сликање и снимање филмова.

## Административне јединице
Крајем 2010. године, укупна површина Џоуџуанга је износила 39,05 квадратних километара, а имао је власт над десет извршних одбора и два стамбена одбора. Септембра 1981. године је укинут Револуционарни комитет комуне Џоуџуанга, а успостављен је Управни комитет. У априлу 1983. године су се раздвојиле владине и друштвене организације, обнављајући Народну владу општине Џоуџуанг, са јурисдикцијом над 20 сеоских одбора и 201 производним тимом. Општина је укинута јуна 1988. године и тада је основана варош. У августу 2001. године су се спојила административна села. Од првобитних 20 настало је 10 административних села, која постоје и дан данас. Регистровано је 8681 локалних породица са 22144 људи; 32952 досељеника (од тога 9773 радника). Површина вароши је 2017. године износила 36.05 квадратних километара, а популација је бројала 31730 становника.

## Историја
Људи са подручја Таишидијен, на северу вароши, су се у древним временима бавили пољопривредом и сточарством.
Између Периода пролећа и јесени и владавине династије Хан, владар Ву Шаоци и владар Хан Јуејао су били заточени у области Џоуџуанга, под називом „Јао Ченг” (кин. 摇城; пинјин: Yáo Chéng; срп. „Камени град”).
За време прве године периода Јуанјоу, током владавине династије Јужни Сунг (1086.), Џоу Дигонгланг је основао село на територији Џоуџуанга и своју кућу реконструисао у храм Ћуенфу, те је тако настао сам Џоуџуанг.
У династији Јужни Сунг, за време Ђијенјена (1127.), Хан Шиџонг је у њиховој четвртој години владавине ојачао војну одбрану унутар Џоуџуанга.
У периоду између владавине монголске династије Јуен и прве године владавине династије Шен (1330.), отац Шен Вансана, Шен Јоу се, како би се бавио обрађивањем земље, преселио у област Нансјун код језера Шенђија, провинције Хунан, те је након тога стигао на источно узвишење Џоуџуанга. Како се број људи у селу постепено повећавао, тако је Џоуџуанг временом постао варош.
За време шесте године владавине Хонгвуа династије Минг (1373.), Минг Таицу, односно Џу Јуенџанг (Хонгву), изградио је зидине града Нанђинга. Шен Вансан је помогао у изградњи једне трећине зида и позвао војску да их награди храном и пићем, због чега га је владар, из љубоморе и сумње, послао далеко од себе, у Јуннан.
У седмој години владавине Хонгвуа (1374.), Шен Вансанов досије се проширио, па тако постоји теорија да је извршио масакар над становницима Џоуџуанга. Становници су се окренули главном граду из жеље да га оптуже, али ништа није произашло из тога.
За време осме године владавине Ћинг Шунџија (1648.), генерал Јанг Ченгцу је храм Ћуенфу, на врху Хаијогн (данашњи Хућиу; срп. „Тигрово брдо”), посветио Буди. У седмој години владавине Ћијенлонга (1742.), Шен Бенрен је изградио халу Ђингје, која је претходила комплексу Шен. Затим, у осамнаестој години владавине Ћијенлонга (1753.) Џанг Тенглонг је завршио „Анале Џенфенга” (кин.《贞丰拟乘》; пинјин: Zhēn fēng nǐ chéng), а за време тринаесте године владавине Ђијаћинга (1808.), Чен Сије је започео штампу поменутог дела и тиме га учинио првом хроником Џоуџуанга. Мостови Јонган и Шиде (Дводелни мост) су изграђени за време двадесет треће године владавине Даогуанга (1843.), тако што су вертикално и хоризонтално спојени, те су још познати и као Кључни мост. Тао Сју, потомак древних Ли Кинеза, је за време осме године владавине Гуангсјуа (1882.) шест томова сабрао у „Анале Џоуџуанга” (кин.《周庄镇志》; пинјин: Zhōuzhuāng zhèn zhì) и објавио их у виду штампане књиге.
У седмој години постојања Републике Кине (1918.), Лиу Јаци и Је Чучуанг су дошли у Џоуџуанг, где су кроз књижевне активности упознали Ванг Дађуеа и написали  „Ноћна окупљања у сламнатим колибама у Нанхуу” (кин. 《南湖草堂夜集》; пинјин: Nánhú cǎotáng yè jí). Годину дана касније је избио Покрет Четвртог маја, када су ученици и наставници основих школа општине Џоуџуанг изашли на улице да протестују и држе говоре. Децембра 1920. године, Лиу Јаци је седам дана остао у Џоуџуангу и размењивао поезију са другим књижевницима у Кући ентузијаста поезије. Тамо су настала многа песничка дела, која су потом сабрана у „Збирку Куће ентузијаста” (кин. 《迷楼集》; пинјин: Mí lóu jí). Маја 1923. године, Је Чучуанг је за часопис „Јужно Друштво” написао „Иницијативну декларацију” (кин. 《发起宣言》; пинјин: Fāqǐ xuānyán), а Тао Веичи из Џоуџуанга и Џу Јисин су се са још десетак људи придружили „Јужном Друштву”. Исте године је Лиу Хуиченг направио први радио једносмерне струје, величине два „стола осморице бесмртника” (кин. 八仙桌; пинјин: Bāxiānzhuō; старомодни квадратни сто за осам особа). Након победе у Рату отпора против јапанске агресије, Џоуџуанг је 1946. године преименован у варош Чучуанг. Две године касније је поново преименован у варош Џоуџуанг, а Џу Жунцанг је исте године објавио дело „Записи о осмогодишњој патњи Џенфенга” (кин. 《贞丰八年血泪录》; пинјин: Zhēn fēng bā nián xuèlèi lù).
Џоуџуанг је ослобођен осмог маја 1949. године.

## Популарност
Сликар Чен Јифеи је 1979. године дошао у Џоуџуанг да скицира. Отпутовао је у Америку 1980. године, где је четири године касније дипломирао на колеџу ликовних уметности Хантер. За време Чен Јифеијевог боравка у Њујорку, власник Галерије Хамер и директор компаније Occidental Petroleum, др Арманд Хамер, је ценио његов стил сликања. Купио је дело Чен Јифеија са темом Дводелног моста у центру Џоуџуанга, „Сећање на завичај”, за велику суму новца и поклонио га Денг Сијаопингу за време своје посете Кини 1984. године. Ово је знатно допринело туристичкој индустрији Џоуџуанга и околних градова на води у Ђијангнану, те је тада Џоуџуанг почео да задобија популарност.
Уз помоћ професора Руан Јисана са факултета Тонгђи, донета је одлука да се очува древна структура Џоуџуанга и да се одржи његов оригинални изглед града на води, те да тако постане туристичко место. Сада су већ све туристичке атракције Џоуџуанга формирале систем плаћања улазница у корист туризма овог древног града.
Џоуџуанг је 2003. године проглашен једним од познатих историјских и културолошких градова у Кини.

## Туристичке атракције
- Комплекс Шен (Хала Ђингје), главно историјско и културно добро заштићено на националном нивоу
- Комплекс Џанг (Хала Јујен), главно историјско и културно добро заштићено на националном нивоу
- Дводелни мост (мостови Шиде и Јонган), историјско и културно добро под заштитом провинције Ђијангсу
- Мост Фуан
- Кућа Јифеија
- Музеј Џоуџуанга
- Чамци у Џоуџуангу
- Даоистички храм Ченгсју
- Кућа Цаишена
- Подводна гробница Чен Вансана
- Јесењи врт Нанху
- Народни музеј Тијенсијаоде
- Руан Јисанова фондација за заштиту урбаног наслеђа
- Првобитно пребивалиште Је Чуцанга
- Гуаилоу (зграда забавне намене)
- Будистички храм Ћуенфу

## Села
У Џоуџуангу је примењен систем који подразумева да селом управља варош, састоји се из 12 административних села и укупно 61 природног села.
Заједница Џенфенга, Заједница Ћуенгонглуа, села Донгбанг, Ћуенванг, Гаојонг, Јуннан, Фусинг, Лонгтинг, Ћибанг, Шуангмијао, Лонгфенг и Нанху.

## Култура
- Трка змајевих чамаца
- Бакин чај (обичај да се ћаска уз традиционалну локалну храну и зелени чај)
- Вансан ти (специјалитет од свињских папака)
- Технолошки факултет Универзитета Суџоу

## Познате личности
- Шен Вансан
- Тао Сју
- Лиу Јаци
- Је Чучуанг
- Чен Јифеи
- Је Шаојуен

## Градови побратими
- Арл у Француској